# مسائل طراحی
مسائل طراحی (به انگلیسی: Design Issues) یک مجلۀ دانشگاهی با داوری همتا است که تاریخچۀ طراحی، نظریه و نقد را پوشش می‌دهد. این مجله معمولاً شامل مقالات نظری و انتقادی، نقد کتاب و تصاویر است. مسائل طراحی در سال ۱۹۸۴ میلادی تأسیس شد و به صورت برخط و به صورت چاپی توسط انتشارات ام‌آی‌تی منتشر شد.

## چکیده و نمایه‌سازی
این مجله چکیده و نمایه شده‌ است:
- جستجوی آکادمیک
- چکیده‌های هنری
- نمایه استنادی هنر و علوم انسانی[۲]
- کتابشناسی تاریخ هنر
- مطالب جاری[۲]
- نمایه فلسفی دیتریش
- کتاب‌شناسی بین‌المللی ادبیات ادواری در علوم انسانی و اجتماعی
- کتاب‌شناسی بین‌المللی بررسی کتاب‌های تحقیقات علمی در زمینه علوم انسانی و اجتماعی
- کتاب‌شناسی بین‌المللی ام‌ال‌ای
- اسکوپوس[۳]
- پیشرو تی‌اُ‌سی